# ريمونسترانتيون
الريمونسترانتيون هم البروتستانتيون الهولنديون الذين بعد موت جاكوب أرمينيوس حافظوا على الآراء التي ارتبطت باسمه. وفي عام 1610 قدموا لولايتي هولندا وغرب فريزلاند احتجاجاً في خمس مواد تصيغ وجهات نظرهم الخلافية مع الكالفينية.

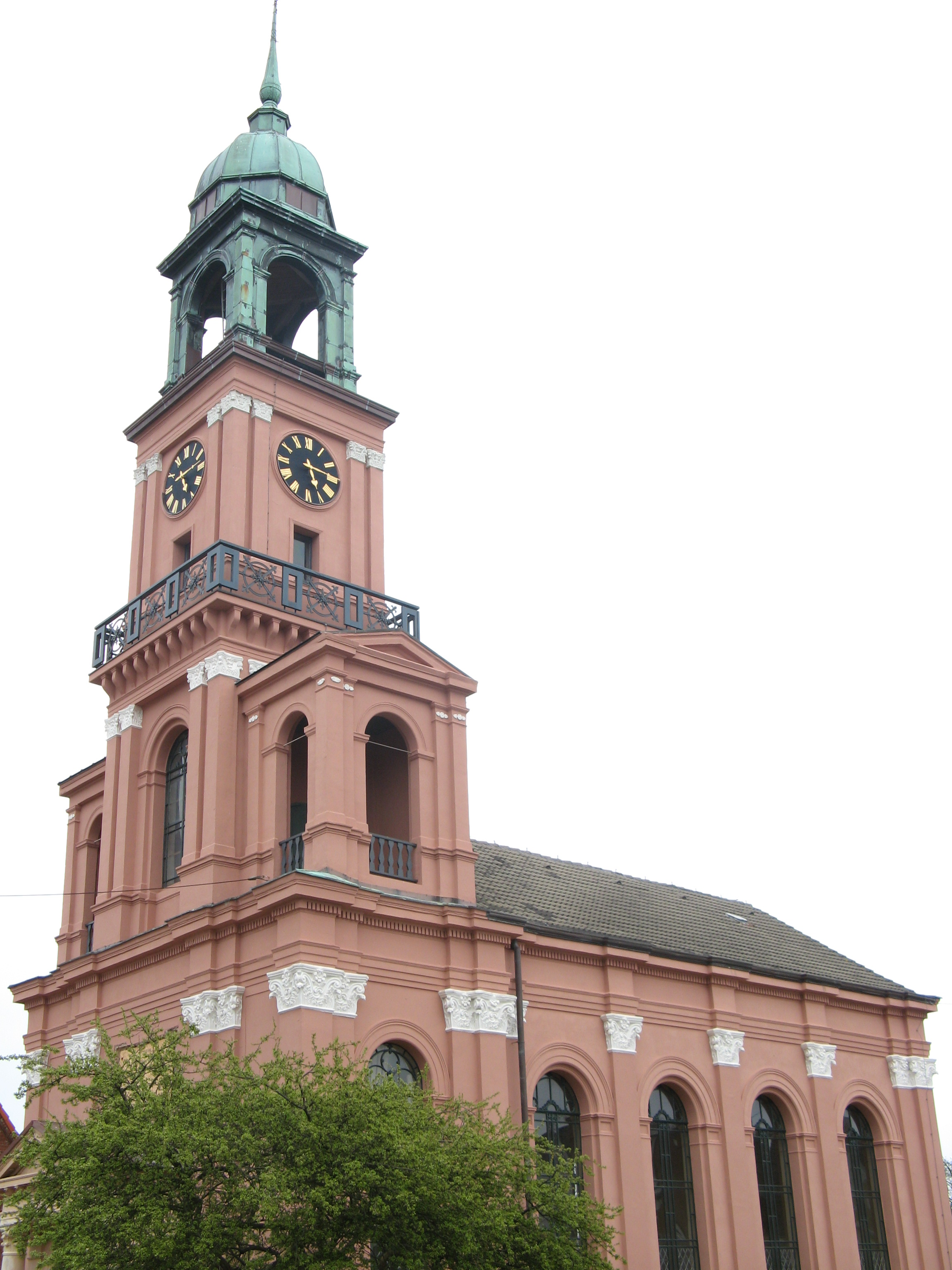
كنيسة ريمونسترانتية بفريدريكستاد